# Festival van de Gelijkheid
Het Festival van de Gelijkheid wordt sinds 2013 in december georganiseerd door Curieus in het Gentse zalencomplex De Vooruit.

## Geschiedenis
In 2013 was de eerste editie een tweedaags festival met film, expo, debat, muziek, documentaire, performance en literatuur. Vanaf 2014 werd het uitgebreid tot een vierdaags festival met ook een geefmarkt en een boekenruil. Vanaf 2015 wordt de Prijs van de Gelijkheid uitgereikt als aanvuring van een engagement voor meer solidariteit en gelijkheid.  In 2016 waren er 10000 bezoekers en was het festival ook te vinden in het Backstay Hostel, Sphinx cinema, het Geuzenhuis, Triodos Bank en de Zebrastraat. Onder meer Dave Eggers, Rafeef Ziadah, Alicja Gescinska, Rob Wijnberg, Dirk De Wachter, Abdelkader Benali, Wouter Deprez, Jean Paul Van Bendegem, Gerda Dendooven en Judith Vanistendael namen het woord.

## Prijs van de Gelijkheid
- 2015: Reinhilde Decleir
- 2016: Ish Ait Hamou[5]
- 2017: Mohamed El Bachiri
- 2018: Palestinian Circus School
- 2019: Saskia Van Nieuwenhove
- 2020: SC City Pirates Antwerpen
- 2021: Seppe Nobels
- 2022: Musti Önlen
- 2023: Refu Interim